# Ateísmo agnóstico

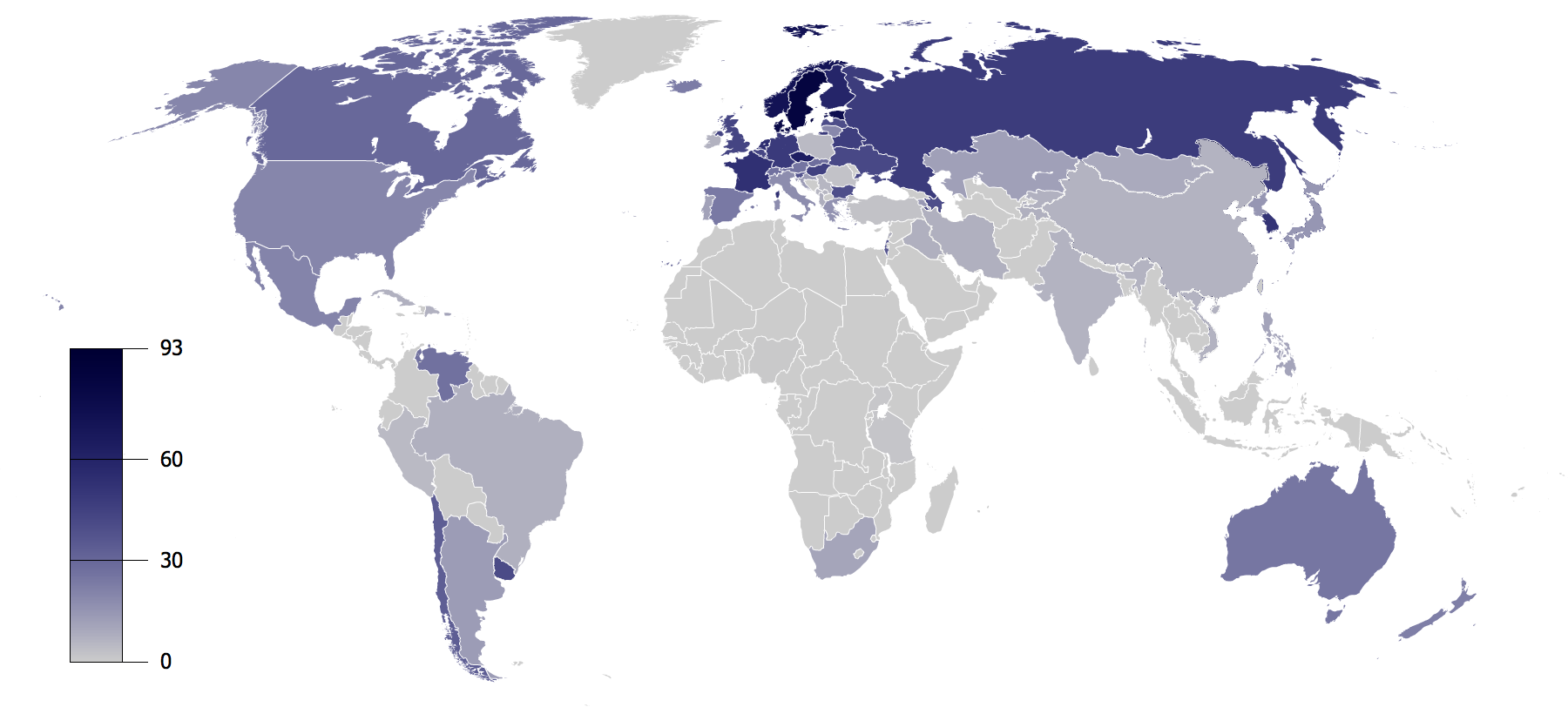
Fracción de ateos y agnósticos en diferentes países.

El ateísmo agnóstico, también llamado agnosticismo ateísta, es la postura teórica y filosófica que combina el ateísmo con el agnosticismo. Los ateos agnósticos son ateos porque no creen en la existencia de ninguna deidad, y son agnósticos porque sostienen que no se sabe o que es imposible saber si existe alguna deidad. El agnóstico ateo contrasta con el agnóstico teísta, que es el que cree en uno o más dioses pero sin afirmar tener conocimiento de que existan.
El ateísmo agnóstico muchas veces se relaciona con el ateísmo débil, porque sus argumentos son parecidos. El ateísmo débil sostiene o enfatiza la falta de creencia hacia los dioses mientras que el ateísmo agnóstico dice que uno no hace ninguna afirmación del conocimiento, lo cual causa una falta de creencia.
Los individuos que se identifican como ateos agnósticos o agnósticos ateos pueden justificar su posición haciendo referencia a la epistemología, a la teoría de la justificación o a la navaja de Ockham.

## Historia
Una de las primeras definiciones de agnosticismo ateo es la de Robert Flint en su Croall Lecture of 1887-1888 (publicado en 1903 bajo el título Agnosticism).

El ateo puede ser sin embargo, y no raramente es, un agnóstico. Existe un ateísmo agnóstico o un agnosticismo ateo, y la combinación de ateísmo con agnosticismo que pueda llevar tal nombre no es una poco común.

Si un hombre no ha conseguido encontrar ninguna buena razón para creer que hay un Dios, es perfectamente natural y racional que no deba creer que exista un Dios; en ese caso, es un ateo... si va más allá y, tras una investigación de la naturaleza y el alcance del conocimiento humano, llega a la conclusión de que la existencia de Dios es imposible de probar, deja de creer en ello basado en que no se puede conocer su veracidad, entonces es un agnóstico y también un ateo – un ateo-agnóstico –, un ateo por su agnosticismo... por tanto, mientras que es un error asimilar agnosticismo y ateísmo, es igualmente erróneo el separarlos como si cada uno fuera independiente del otro...

Un ejemplo de un ateísta agnóstico es Robert G. Ingersoll, que fue conocido como "el Gran Agnóstico",(the Great Agnostic), quien dijo:

El agnóstico es ateo. El ateo es un agnóstico. El agnóstico dice: "No lo sé, pero no creo que haya ningún Dios". El ateo dice lo mismo.

## Argumentos epistemológicos
El ateísmo epistemológico, o agnóstico, como se definió antes, sostiene que el hombre no puede conocer un dios o determinar su existencia. En la filosofía de la inmanencia, la divinidad es inseparable del propio mundo, incluida la mente, y la conciencia de cada persona está encerrada en el sujeto. De acuerdo con esta forma de agnosticismo, esta limitación de la perspectiva impide cualquier inferencia objetiva de la creencia en un dios a la afirmación de su existencia.
El agnosticismo racionalista de Kant y la Ilustración sólo acepta conocimientos deducidos con la racionalidad humana; esta forma de ateísmo sostiene que los dioses no son distinguibles como una cuestión de principio y, por lo tanto, no se puede saber que existen. El escepticismo, basado en las ideas de Hume, afirma que la certeza sobre cualquier cosa es imposible, por lo que nunca se puede saber con certeza si existe o no un dios. Hume, sin embargo, sostuvo que tales conceptos metafísicos inobservables deberían rechazarse como "sofismas e ilusiones". Se discute la asignación del agnosticismo al ateísmo; también puede considerarse como una cosmovisión básica e independiente.
Otros argumentos a favor del ateísmo que pueden clasificarse como epistemológicos u ontológicos, incluyendo el positivismo lógico y el ignosticismo, afirman la falta de sentido o la ininteligibilidad de términos básicos como "Dios" y declaraciones como "Dios es todopoderoso". El no cognitivismo teológico sostiene que el enunciado "Dios existe" no expresa una proposición, pero no tiene sentido o no tiene sentido cognitivo. Se ha argumentado en ambos sentidos sobre si tales individuos pueden clasificarse en alguna forma de ateísmo o agnosticismo. Filósofos A.J. Ayer y Theodore M. Drange rechazan ambas categorías, afirmando que ambos campos aceptan "Dios existe" como una proposición; en cambio, colocan el no cognitivismo en su propia categoría.